# Kevin Großkreutz
Kevin Großkreutz (Dortmund, 19 luglio 1988) è un ex calciatore tedesco, di ruolo difensore o centrocampista. Con la nazionale tedesca ha vinto il Mondiale 2014.

## Carriera

### Club

#### Borussia Dortmund
Großkreutz ha cominciato la sua carriera al Vfl Kemminghausen e FC Merkur 07, club dilettantistici di Dortmund. Nel 2002 è stato acquistato dal Borussia Dortmund, dove ha giocato fino al suo trasferimento al Rot Weiss Ahlen. Promosso nella prima squadra nel 2006, ha condotto il club alla promozione nella seconda serie tedesca nel 2008. Ha segnato 12 gol ed è stato inserito dal quotidiano Kicker fra i migliori undici della stagione.
Nel luglio 2009 ha fatto ritorno al Borussia Dortmund, con cui ha firmato un contratto valido fino al luglio 2012.
Il 29 novembre 2010 firma un prolungamento del contratto con il Borussia fino al 2014.
Il 6 agosto 2011 nella partita contro l'Amburgo sigla la sua prima doppietta personale partita che poi finirà 3-1 del Borussia Dortmund.
Il 4 maggio 2013 segna il gol del vantaggio nella sfida importantissima contro i rivali del Bayern Monaco, conclusasi poi sul risultato di 1-1 dopo il pareggio bavarese di Mario Gómez. Il 25 maggio 2013 gioca titolare la finale di Champions League, persa 2-1 contro il Bayern Monaco.
Inizia la stagione 2013-2014 vincendo la Supercoppa di Germania, sconfiggendo 4-2 il Bayern Monaco. Dall'inizio della stagione, complice l'infortunio di Łukasz Piszczek, l'allenatore Jürgen Klopp lo utilizza come terzino destro titolare della squadra grazie anche alle sue prestazioni sempre più convincenti. Nei minuti finali di Olympique de Marseille-Borussia Dortmund, ultima giornata della fase a gironi di Champions League di quell'anno, segna il gol decisivo che permette alla sua squadra il passaggio del turno ai danni del Napoli. Sabato 3 maggio 2014 segna il primo gol stagionale in Bundesliga nella gara casalinga vinta 3-2 contro l'Hoffenheim.
La stagione 2014-2015 si apre con la vittoria della Supercoppa di Germania, battendo il Bayern Monaco con il punteggio di 2-0.

#### Galatasaray
Chiusa la sua ultima stagione col Borussia Dortmund con appena diciassette presenze in campionato si trasferisce in Turchia, al Galatasaray, nell'estate del 2015. A causa di una firma mancante nei documenti del trasferimento il suo passaggio al club di Istanbul non può essere ufficializzato fino a gennaio 2016. Tuttavia, a seguito di un litigio con l'allenatore Mustafa Denizli, non disputa mai una partita ufficiale e alla riapertura del mercato ottiene la cessione.

#### Stoccarda
Il 6 gennaio 2016 lo Stoccarda ufficializza l'acquisto dal Galatasaray.
Il 3 marzo 2017 viene licenziato dalla squadra tedesca, in seguito a una rissa in cui era stato coinvolto qualche giorno prima, per aver "leso l'immagine della società".
Lo stesso giorno annuncia il momentaneo ritiro dal calcio giocato. Chiude la sua esperienza con lo Stoccarda con ventotto presenze e un gol in un anno e due mesi, di cui sedici nella 2. Bundesliga 2016-2017.

#### Darmstadt
L'11 aprile 2017 firma con il Darmstadt fino al 2019.

#### Uerdingen
Il 5 luglio 2018 scende in terza divisione, firmando per il Uerdingen. Veste la maglia della squadra sino all'ottobre 2020, quando risolve il proprio contratto.
Il 24 gennaio 2021 annuncia il proprio ritiro dall'attività agonistica.

### Nazionale
Dopo aver fatto parte dell'Under-19 e dell'Under-20 tedesche, ha fatto il suo debutto in nazionale maggiore contro Malta nel maggio 2010, e ha timbrato il suo secondo cartellino contro la Svezia nel novembre successivo.
Convocato per il Mondiale 2014, il 13 luglio 2014 si laurea campione del mondo con la maglia della Germania dopo la vittoria in finale sull'Argentina per 1-0, ottenuta grazie al gol decisivo di Mario Götze durante i tempi supplementari. Non scende mai in campo durante la manifestazione.

## Statistiche

### Presenze e reti nei club
Statistiche aggiornate al 26 giugno  2020.
| Stagione                 | Squadra                  | Campionato               | Campionato | Campionato | Coppe nazionali | Coppe nazionali | Coppe nazionali | Coppe continentali | Coppe continentali | Coppe continentali | Altre coppe | Altre coppe | Altre coppe | Totale | Totale |
| Stagione                 | Squadra                  | Comp                     | Pres       | Reti       | Comp            | Pres            | Reti            | Comp               | Pres               | Reti               | Comp        | Pres        | Reti        | Pres   | Reti   |
| ------------------------ | ------------------------ | ------------------------ | ---------- | ---------- | --------------- | --------------- | --------------- | ------------------ | ------------------ | ------------------ | ----------- | ----------- | ----------- | ------ | ------ |
| 2006-2007                | Rot Weiss Ahlen          | RL                       | 27         | 6          | CG              | 0               | 0               | -                  | -                  | -                  | -           | -           | -           | 27     | 6      |
| 2007-2008                | Rot Weiss Ahlen          | RL                       | 35         | 12         | CG              | 1               | 0               | -                  | -                  | -                  | -           | -           | -           | 36     | 12     |
| 2008-2009                | Rot Weiss Ahlen          | ZL                       | 33         | 6          | CG              | 1               | 0               | -                  | -                  | -                  | -           | -           | -           | 34     | 6      |
| Totale Rot Weiss Ahlen   | Totale Rot Weiss Ahlen   | Totale Rot Weiss Ahlen   | 95         | 24         |                 | 2               | 0               |                    |                    |                    |             |             |             | 97     | 24     |
| 2009-2010                | Borussia Dortmund        | BL                       | 32         | 5          | CG              | 1               | 0               | -                  | -                  | -                  | -           | -           | -           | 33     | 5      |
| 2010-2011                | Borussia Dortmund        | BL                       | 34         | 8          | CG              | 2               | 1               | UEL                | 7                  | 0                  | -           | -           | -           | 43     | 9      |
| 2011-2012                | Borussia Dortmund        | BL                       | 31         | 7          | CG              | 6               | 0               | UCL                | 5                  | 1                  | SG          | 1           | 0           | 43     | 8      |
| 2012-2013                | Borussia Dortmund        | BL                       | 29         | 2          | CG              | 4               | 0               | UCL                | 10                 | 0                  | SG          | 1           | 0           | 44     | 2      |
| 2013-2014                | Borussia Dortmund        | BL                       | 33         | 1          | CG              | 6               | 1               | UCL                | 10                 | 1                  | SG          | 1           | 0           | 50     | 3      |
| 2014-2015                | Borussia Dortmund        | BL                       | 17         | 0          | CG              | 2               | 0               | UCL                | 4                  | 0                  | SG          | 0           | 0           | 23     | 0      |
| Totale Borussia Dortmund | Totale Borussia Dortmund | Totale Borussia Dortmund | 176        | 23         |                 | 21              | 2               |                    | 36                 | 2                  |             | 3           | 0           | 236    | 27     |
| 2015-gen. 2016           | Galatasaray              | SL                       | 0          | 0          | CT              | 0               | 0               | UCL                | -                  | -                  | -           | -           | -           | 0      | 0      |
| gen.-giu. 2016           | Stoccarda                | BL                       | 10         | 0          | CG              | 1               | 0               | -                  | -                  | -                  | -           | -           | -           | 11     | 0      |
| 2016-mar. 2017           | Stoccarda                | 2L                       | 16         | 1          | CG              | 1               | 0               | -                  | -                  | -                  | -           | -           | -           | 17     | 1      |
| Totale Stoccarda         | Totale Stoccarda         | Totale Stoccarda         | 26         | 1          |                 | 2               | 0               |                    | -                  | -                  |             | -           | -           | 28     | 1      |
| 2017-2018                | Darmstadt                | 2L                       | 27         | 3          | CG              | 1               | 0               | -                  | -                  | -                  | -           | -           | -           | 28     | 3      |
| 2018-2019                | Uerdingen 05             | 3L                       | 34         | 0          | CG              | -               | -               | -                  | -                  | -                  | CBR         | 2           | 0           | 36     | 0      |
| 2019-2020                | Uerdingen 05             | 3L                       | 12         | 0          | CG              | 1               | 0               | -                  | -                  | -                  | CBR         | 2           | 1           | 15     | 1      |
| Totale Uerdingen 05      | Totale Uerdingen 05      | Totale Uerdingen 05      | 46         | 0          |                 | 1               | 0               |                    | -                  | -                  |             | 4           | 1           | 51     | 1      |
| Totale carriera          | Totale carriera          | Totale carriera          | 370        | 51         |                 | 27              | 2               |                    | 36                 | 2                  |             | 7           | 1           | 440    | 56     |

### Cronologia presenze e reti in Nazionale
| Cronologia completa delle presenze e delle reti in nazionale ― Germania | Cronologia completa delle presenze e delle reti in nazionale ― Germania | Cronologia completa delle presenze e delle reti in nazionale ― Germania | Cronologia completa delle presenze e delle reti in nazionale ― Germania | Cronologia completa delle presenze e delle reti in nazionale ― Germania | Cronologia completa delle presenze e delle reti in nazionale ― Germania | Cronologia completa delle presenze e delle reti in nazionale ― Germania | Cronologia completa delle presenze e delle reti in nazionale ― Germania |
| Data                                                                    | Città                                                                   | In casa                                                                 | Risultato                                                               | Ospiti                                                                  | Competizione                                                            | Reti                                                                    | Note                                                                    |
| ----------------------------------------------------------------------- | ----------------------------------------------------------------------- | ----------------------------------------------------------------------- | ----------------------------------------------------------------------- | ----------------------------------------------------------------------- | ----------------------------------------------------------------------- | ----------------------------------------------------------------------- | ----------------------------------------------------------------------- |
| 13-5-2010                                                               | Aquisgrana                                                              | Germania                                                                | 3 – 0                                                                   | Malta                                                                   | Amichevole                                                              | -                                                                       | 57’                                                                     |
| 17-11-2010                                                              | Göteborg                                                                | Svezia                                                                  | 0 – 0                                                                   | Germania                                                                | Amichevole                                                              | -                                                                       | 78’                                                                     |
| 9-2-2011                                                                | Dortmund                                                                | Germania                                                                | 1 – 1                                                                   | Italia                                                                  | Amichevole                                                              | -                                                                       | 75’                                                                     |
| 5-3-2014                                                                | Stoccarda                                                               | Germania                                                                | 1 – 0                                                                   | Cile                                                                    | Amichevole                                                              | -                                                                       |                                                                         |
| 6-6-2014                                                                | Magonza                                                                 | Germania                                                                | 6 – 1                                                                   | Armenia                                                                 | Amichevole                                                              | -                                                                       | 67’                                                                     |
| 3-9-2014                                                                | Düsseldorf                                                              | Germania                                                                | 2 – 4                                                                   | Argentina                                                               | Amichevole                                                              | -                                                                       |                                                                         |
| Totale                                                                  |                                                                         | Presenze                                                                | 6                                                                       |                                                                         | Reti                                                                    | 0                                                                       |                                                                         |

| Cronologia completa delle presenze e delle reti in nazionale ― Germania under 21 | Cronologia completa delle presenze e delle reti in nazionale ― Germania under 21 | Cronologia completa delle presenze e delle reti in nazionale ― Germania under 21 | Cronologia completa delle presenze e delle reti in nazionale ― Germania under 21 | Cronologia completa delle presenze e delle reti in nazionale ― Germania under 21 | Cronologia completa delle presenze e delle reti in nazionale ― Germania under 21 | Cronologia completa delle presenze e delle reti in nazionale ― Germania under 21 | Cronologia completa delle presenze e delle reti in nazionale ― Germania under 21 |
| Data                                                                             | Città                                                                            | In casa                                                                          | Risultato                                                                        | Ospiti                                                                           | Competizione                                                                     | Reti                                                                             | Note                                                                             |
| -------------------------------------------------------------------------------- | -------------------------------------------------------------------------------- | -------------------------------------------------------------------------------- | -------------------------------------------------------------------------------- | -------------------------------------------------------------------------------- | -------------------------------------------------------------------------------- | -------------------------------------------------------------------------------- | -------------------------------------------------------------------------------- |
| 11-8-2010                                                                        | Hafnarfjörður                                                                    | Islanda under 21                                                                 | 4 – 1                                                                            | Germania under 21                                                                | Qual. Europeo Under-21 2011                                                      | 1                                                                                | 56’                                                                              |
| Totale                                                                           |                                                                                  | Presenze                                                                         | 1                                                                                |                                                                                  | Reti                                                                             | 1                                                                                |                                                                                  |

## Palmarès

### Club
- Campionato tedesco: 2

Borussia Dortmund: 2010-2011, 2011-2012
- Coppa di Germania: 1

Borussia Dortmund: 2011-2012
- Supercoppa di Germania: 2

Borussia Dortmund: 2013, 2014

### Nazionale
- Campionato mondiale: 1

Brasile 2014